# Le jene di Edimburgo
Le jene di Edimburgo è un film del 1960, diretto da John Gilling con Peter Cushing e Donald Pleasence, basato su una vera storia di profanatori di tombe della fine dell'Ottocento.
Nel 1972 ne è stato fatto un remake intitolato Burke & Hare per la regia di Vernon Sewell.